# Mesochorus argus
Mesochorus argus är en stekelart som beskrevs av Schwenke 1999. Mesochorus argus ingår i släktet Mesochorus och familjen brokparasitsteklar. Inga underarter finns listade i Catalogue of Life.